# 江濱街道 (溫州市)
江濱街道是中国浙江省温州市鹿城区下辖的一个已撤销的街道办事处，面积2.10平方千米，人口5.50万人。办事处驻江滨西路，邮编：325003。辖黎明新村、甲田、垟儿路、永东路、路西、矮凳桥、路湾、十八家、株柏、永楠、行前街、安澜12个居民区，现合并入五马街道。